# 塞布拉扎克
塞布拉扎克（法語：Sébrazac，法語發音：[sebʁazak]）是法国阿韦龙省的一个市镇，属于罗德兹区。

## 地理
塞布拉扎克（44°31'30"N, 2°39'26"E）面积25.04 平方千米，位于法国奧克西塔尼大區阿韦龙省，该省份为法国南部内陆省份，位于法國中央高原南部，北起顺时针与康塔爾省、洛泽尔省、加尔省、埃罗省、塔恩省、塔恩-加龙省和洛特省接壤。
与塞布拉扎克接壤的市镇（或旧市镇、城区）包括：贝叙埃茹勒、博祖勒、康皮阿克、库比苏、埃斯坦、戈利纳克、罗代勒、维勒孔塔勒。

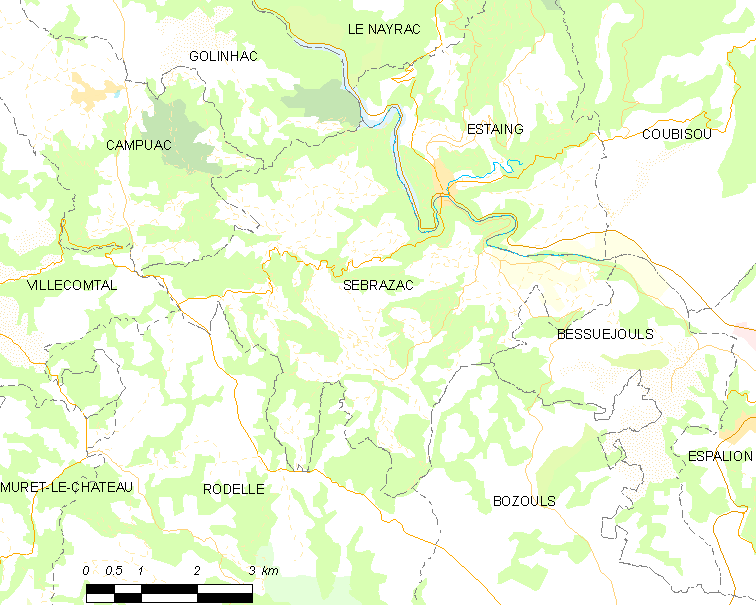
塞布拉扎克的OSM定位图

塞布拉扎克的时区为UTC+01:00、UTC+02:00（夏令时）。

## 行政
塞布拉扎克的邮政编码为12190，INSEE市镇编码为12265。

## 政治
塞布拉扎克所属的省级选区为洛特-特吕耶尔县。

## 人口

1962-2008年间塞布拉扎克人口变化图示

塞布拉扎克于2022年1月1日时的人口数量为533人。